# Méntrida
Méntrida ist eine spanische Gemeinde  (municipio) in der Provinz Toledo der Autonomen Region Kastilien-La Mancha. 2024 hatte die Gemeinde 6.273 Einwohner. Die Gemeindefläche beträgt 83,01 km².

## Lage
Méntrida liegt etwa 45 Kilometer nordnordwestlich von Toledo und etwa 55 Kilometer westsüdwestlich von Madrid in einer Höhe von ca. 560 m. Die Gemeinde liegt im gleichnamigen Weinbaugebiet. Die Weine sind mit der Ursprungsbezeichnung geschützt ("D.O.").

## Geschichte
Die Siedlung wurde im Jahr 1085 durch Alfons VI. im Zuge der Rückeroberung gegründet. 1180 wurde der Ort von Alfons VIII. mit der Burg von Alamínan das Erzbistum Toledo verschenkt.

## Bevölkerungsentwicklung
| Jahr      | 1900  | 1910  | 1920  | 1930  | 1940  | 1950  | 1960  | 1970  | 1981  | 1991  | 2001  | 2011  | 2021  |
| --------- | ----- | ----- | ----- | ----- | ----- | ----- | ----- | ----- | ----- | ----- | ----- | ----- | ----- |
| Einwohner | 2.530 | 2.533 | 2.420 | 2.335 | 1.786 | 1.960 | 1.985 | 1.660 | 1.704 | 1.466 | 2.198 | 4.967 | 5.662 |

## Sehenswürdigkeiten
- Sebastianuskirche (Iglesia de San Sebastián)

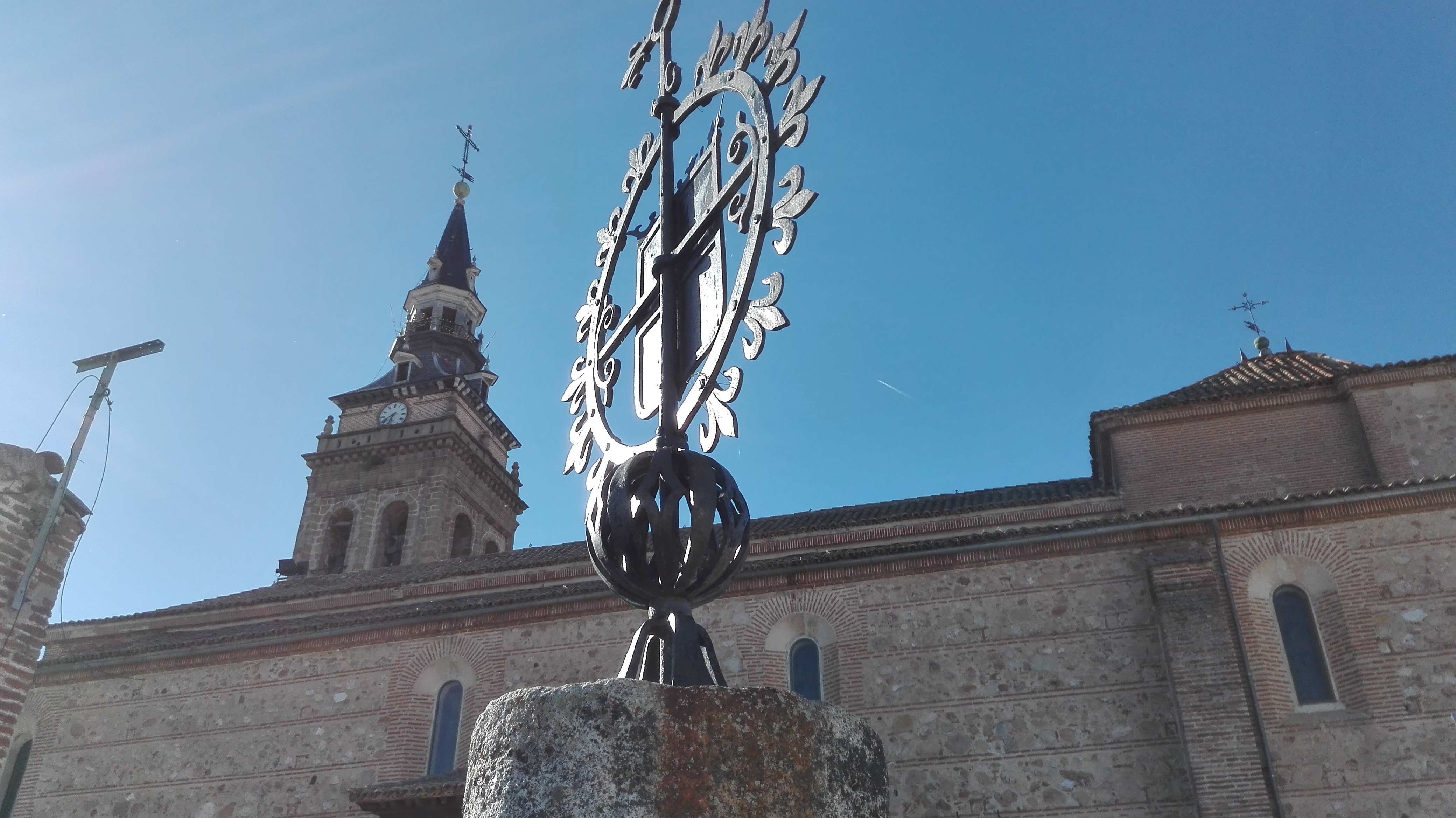
Sebastianskirche

## Bekannte Personen der Stadt
- Alonso de Méntrida (1559–1637), Augustinermönch, Missionar und Schriftsteller
- Eulogio Jiménez (1834–1884), Mathematiker und Astronom